# Wiktor Fajzulin
Wiktor Igoriewicz Fajzulin (cyr. Виктор Игоревич Файзулин; ur. 22 kwietnia 1986 w Nachodce) – rosyjski piłkarz występujący na pozycji pomocnika. Jest absolwentem Szkoły Sportowej Dzieci i Młodzieży w Nachodce. Rozpoczął profesjonalną karierę w wieku 18 lat w Okieanie Nachodka. Po sezonie kupił go klub SKA-Energia Chabarowsk. Spędził tam dwa sezony. W następnym sezonie grał w Spartaku Nalczyk. Po kolejnym sezonie kupił go mistrz kraju Zenit Petersburg. Razem z tą drużyną zdobył w sezonie 2007/2008 Puchar UEFA.

## Kariera reprezentacyjna
W reprezentacji Rosji zadebiutował 15 sierpnia 2012 roku w zremisowanym 1:1 towarzyskim meczu z Wybrzeżem Kości Słoniowej. Swoją pierwszą bramkę dla reprezentacji strzelił 6 września 2012 roku w wygranym 2:0 meczu z Irlandią Północną.